# ژیل بلاس
سرگذشت ژیل بلاس رمانی به زبان فرانسه اثر آلن رنه لوساژ است که بین سال‌های ۱۷۱۵ تا ۱۷۳۵ نوشته شد. این رمان سرگذشت جوانی به نام ژیل بلاس را از میان حوادث گوناگون دنبال می‌کند. ژیل بلاس را از برجسته‌ترین نمونه‌های رمان‌های معروف به رندنامه می‌دانند. میرزا حبیب اصفهانی این رمان را به‌فارسی ترجمه کرده است.